# II. Henrik münsterbergi herceg
II. Henrik (1452. május 17. – 1492. július 11.), ifjabb Henrik, csehül: Hynek z Poděbrad/Jindřich mladší/Hynek Minsterberský, németül: Heinrich der Jüngere von Münsterberg von Podiebrad;, lengyelül: Hynek Podiebradowicz, latinul: Henricus iunior Podiebradensis, dux Monsterbergensis, cseh királyi herceg, a sziléziai Münsterberg (Ziębice) hercege. I. (Podjebrád) György cseh király negyedszülött fia és Podjebrád Katalin magyar királyné féltestvére. A Podjebrád-ház tagja.

## Élete

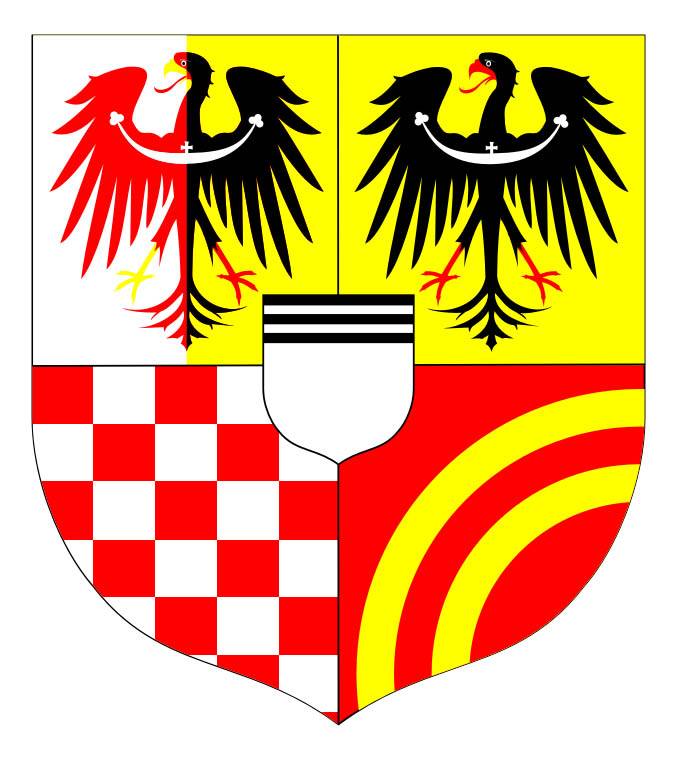
A Pojebrád-ház münsterbergi ágának címere

Édesapja I. (Podjebrád) György cseh király, édesanyja Rožmital Johanna cseh úrnő, aki később cseh királyné lett.
Katalin (Kunigunda) (1449–1464) magyar királynénak a féltestvére, aki 1449. november 11-én látta meg a napvilágot, és az édesanyja után a Kunigunda nevet kapta a keresztségben. Nővére édesanyja az ikerlányai születése után pár nappal gyermekágyi lázban halt meg. Az apjuk ezután Rožmital Johanna úrnőt vette feleségül, és ebből a házasságból született ifjabb Henrik.
1471. február 26-án a csehországi Egerben feleségül vette Wettin Katalin (1453–1534) szász hercegnőt, akinek édesapja III. Vilmos szász herceg, Luxemburg hercege, Türingia tartománygrófja, az édesanyja Habsburg Anna, I. (II./V.) Albert magyar, német, cseh királynak, osztrák hercegnek és Luxemburgi Erzsébet magyar, cseh és német királyi hercegnőnek, német-római császári hercegnőnek, Zsigmond magyar, német, cseh király és német-római császár, valamint Cillei Borbála egyetlen gyermekének az elsőszülöttje.
Anyósa magyar hercegnőként amint tudomást szerzett az öccse, V. László haláláról (1457. november 23.) mint annak törvényes örököse, rögtön felvette a Magyarország, Csehország, Horvátország, Dalmácia született királynője (regina nata), Ausztria és Luxemburg hercegnője, valamint Morvaország őrgrófnője címeket, és Magyarország és Csehország királynőjének” címezte magát egészen a haláláig.

## Gyermekei
- Feleségétől, Wettin Katalin (1453–1534) szász hercegnőtől, 2 gyermek:
  - Anna Katalin (1471–1517/45), férje IV. Henrik (1442–1507), Neuhaus bárója, Prága várgrófja, 2 gyermek
  - Frigyes (?–1493), nem nősült meg, gyermekei nem születtek
- Házasságon kívüli kapcsolatából Katharina von Stražnicz/Katharina ze Straznice úrnővel:
  - Frigyes (?–1492 után)